# غولدن فاينانس 117
غولدن فاينانس 117 هي ناطحة سحاب غير منتهية تقع في تيانجين، الصين، يبلغ إرتفاعها 596 متر وتحتوي على 128 طابق. بدأ العمل في 2008 وتوقف في ديسمبر 2019.